# A Klase 1945
L'edizione 1945 del A Klase fu la prima effettivamente conclusa come campionato della Repubblica Socialista Sovietica Lituana; il titolo fu vinto dallo Spartakas Kaunas, giunto al suo 1º titolo.

## Formula
Come già successo nel campionato del 1941 il dominio sovietico portò allo scioglimento di tutte le precedenti squadre lituane e la creazione di nuove. Di queste tre giocarono in diversi periodi storici nei campionati sovietici: Zalgiris Vilnius (che disputò molti campionati nella massima serie sovietica, Atlantas Klaipeda e Inkaras Kaunas.
In questa stagione il campionato fu organizzato in due fasi: nella prima furono disputati otto tornei, ognuno dei quali con formule differenti, su base territoriale. Di molti distretti non è nota la formula usata, né i risultati degli incontri, né il nome di tutte le squadre, ma solo il numero delle formazioni e il nome delle finaliste. I vincitori di ciascuno degli otto gironi passò alla seconda fase, una sorta di play-off per il titolo con partite in gara unica.

## Prima fase

### Girone di Kaunas
|  | Pos. | Squadra          | Pt | G | V | N | P | GF | GS | DR  |
|  | ---- | ---------------- | -- | - | - | - | - | -- | -- | --- |
|  | 1.   | Dinamo Kaunas    | 6  | 3 | 3 | 0 | 0 | 11 | 2  | +9  |
|  | 2.   | Spartakas Kaunas | 4  | 3 | 2 | 0 | 1 | 24 | 6  | +18 |
|  | 3.   | Kovas Kaunas     | 2  | 3 | 1 | 0 | 2 | 6  | 11 | -5  |
|  | 4.   | Žalgiris Kaunas  | 0  | 3 | 0 | 0 | 3 | 1  | 23 | -22 |

### Girone di Klaipėda
Raggiunse i quarti di finale il Sodyba Klaipėda.

### Girone di Panevėžys
Raggiunse i quarti di finale il MSK Panevėžys.

### Girone di Tauragė
Raggiunse i quarti di finale il Tauras Tauragė.

### Girone di Telšiai
Raggiunse i quarti di finale il Džiugas Telšiai.

### Girone di Šiauliai
È noto solo il risultato della finale.
| Squadra 1          | Risultato | Squadra 2         |
| ------------------ | --------- | ----------------- |
| Spartakas Šiauliai | 3 - 0     | Žalgiris Šiauliai |

### Girone di Sudovia
È noto solo il risultato della finale.
| Squadra 1            | Risultato | Squadra 2 |
| -------------------- | --------- | --------- |
| Žalgiris Marijampole | 8 - 0     | Sveikata  |

### Girone di Vilnius
|  | Pos. | Squadra                 | Pt | G | V | N | P | GF | GS | DR  |
|  | ---- | ----------------------- | -- | - | - | - | - | -- | -- | --- |
|  | 1.   | Dinamo Vilnius          | 4  | 2 | 2 | 0 | 0 | 12 | 1  | +11 |
|  | 2.   | Spartakas Vilnius       | 2  | 2 | 1 | 0 | 1 | 4  | 3  | +1  |
|  | 3.   | Karininkų namai Vilnius | 2  | 2 | 2 | 0 | 2 | 1  | 13 | -12 |

## Seconda fase

### Quarti di finale
| Squadra 1          | Risultato | Squadra 2            |
| ------------------ | --------- | -------------------- |
| Sodyba Klaipėda    | 1 - 0     | Tauras               |
| Spartakas Kaunas   | 8 - 2     | Žalgiris Marijampole |
| Spartakas Šiauliai | 12 - 1    | Džiugas Telšiai      |
| Dinamo Vilnius     | 15 - 0    | MSK Panevėžys        |

### Semifinali
| Squadra 1        | Risultato | Squadra 2          |
| ---------------- | --------- | ------------------ |
| Spartakas Kaunas | 3 - 1     | Sodyba Klaipėda    |
| Dinamo Vilnius   | 6 - 0     | Spartakas Šiauliai |

### Finale
| Squadra 1        | Risultato | Squadra 2      |
| ---------------- | --------- | -------------- |
| Spartakas Kaunas | 4 - 0     | Dinamo Vilnius |